# Bernd Karwofsky
Bernd Karwofsky (* 17. März 1945 in Klingenthal; † 31. Januar 2023) war ein deutscher Skispringer.
Der für den SC Dynamo Klingenthal startende Karwofsky startete erstmals bei der Vierschanzentournee 1965/66 auf internationaler Ebene. Dabei erreichte er in Garmisch-Partenkirchen auf Anhieb den zehnten Platz. Bei den Olympischen Winterspielen 1968 in Grenoble erreichte er für die DDR im Einzel von der Normalschanze den 54. Platz. Dabei hatte er nach dem ersten Durchgang auf dem 33. Platz gelegen, stürzte aber im zweiten Durchgang bei einer Weite von 67 Metern. Bei der im Dezember des gleichen Jahres startenden Vierschanzentournee 1968/69 konnte er sich nach guten Einzelergebnissen im Mittelfeld am Ende auf dem 27. Platz der Gesamtwertung platzieren.
Vor Beginn der Wintersportsaison 1969/70 gab der erst 24-jährige Athlet seinen Rücktritt vom Leistungssport bekannt. Er nahm ein Studium am Pädagogischen Institut in Zwickau auf. Für dessen Hochschulsportgemeinschaft konnte Karwofsky bei den DDR-Meisterschaften 1971 in Johanngeorgenstadt nochmals beachtliche Ergebnisse erzielen. Sowohl auf der Normal- als auch auf der Großschanze belegte er je einen respektablen 5. Platz. Er gehörte damit zu den letzten Nordischen Skisportlern, die vordere Platzierungen belegten, obwohl sie nicht für einen Sportclub starteten.